# Isabelle Foerder
Isabelle Foerder (Zwickau, 7 luglio 1979) è un'ex atleta paralimpica tedesca che ha gareggiato nella categoria T37.

## Biografia
Foerder ha partecipato a quattro Paralimpiadi consecutive. Ha debuttato ad Atlanta 1996 in cui vinse due medaglie d'argento nei 100 e 200 metri. A Sydney 2000 vinse una medaglia d'argento nei 100 metri mentre ad Atene 2004 vinse la medaglia di bronzo nei 200 metri.
Ha preso parte varie volte ai Mondiali di atletica leggera paralimpica dove ha conquistato in tutto quattro ori, un argento e tre bronzi. Agli Europei paralimpici ha vinto un oro nei 100 metri e un argento nei 200 metri ad Assen 2003 e un argento nella 4×100 metri a Stadskanaal 2012.

## Palmarès
| Anno | Manifestazione      | Sede        | Evento             | Risultato | Prestazione | Note |
| ---- | ------------------- | ----------- | ------------------ | --------- | ----------- | ---- |
| 1996 | Giochi paralimpici  | Atlanta     | 100 m piani T34-37 | Argento   | 15"08       |      |
| 1996 | Giochi paralimpici  | Atlanta     | 200 m piani T36-37 | Argento   | 31"14       |      |
| 2000 | Giochi paralimpici  | Sydney      | 100 m piani T37    | Argento   | 14"42       |      |
| 2003 | Europei paralimpici | Assen       | 100 m piani T37    | Oro       | 14"41       |      |
| 2003 | Europei paralimpici | Assen       | 200 m piani T37    | Argento   | 30"99       |      |
| 2004 | Giochi paralimpici  | Atene       | 100 m piani T37    | Argento   | 14"64       |      |
| 2004 | Giochi paralimpici  | Atene       | 200 m piani T37    | Bronzo    | 30"76       |      |
| 2012 | Europei paralimpici | Stadskanaal | 4×100 m T35-38     | Argento   | 58"59       |      |